# Bet Eszel
Bet Eszel (hebr. בית אשל; pol. Dom Tamaryszków; pisownia w ang. Beit Eshel) – nieistniejący już kibuc, który był położony na południowy wschód od miasta Beer Szewa, w północnej części pustyni Negew. Został on zniszczony podczas I wojny izraelsko-arabskiej w maju 1948 przez egipskich żołnierzy. Miejsce to zostało zachowane jako symboliczne muzeum i miejsce pamięci.

## Historia
Na początku XX wieku Żydzi podjęli duży wysiłek przeprowadzając na dużą skalę rozbudowę osiedli rolniczych w Mandacie Palestyny. W 1941 i 1942 rozpoczęto penetrację północnej i zachodniej części pustyni Negew, w celu określenia możliwości rozwoju przyszłych osad na tym terenie. Po pozytywnie zakończonych pierwszych próbach, w 1943 założono trzy osady, które miały być pozycją wyjściową do dalszego osadnictwa. Powstały wówczas kibuce Bet Eszel, Gewulot i Rewiwim. Następnie w październiku 1946 zrealizowano plan budowy 11 osad obronnych na Negewie (hebr. 11 הנקודות, 11 HaNekudot).
W Bet Eszel zamieszkali żydowscy imigranci z Austrii, Czechosłowacji i Niemiec. Była to typowa osada obronna, z wieżą obserwacyjną i obronną palisadą. W 1947 w kibucu żyło już ponad 100 mieszkańców.
Podczas I wojny izraelsko-egipskiej w maju 1948 kibuc został zaatakowany przez egipskie wojska, które zajęły Beer Szewę. W trakcie walki zginęło 8 mężczyzn i kobiet, a wiele z budynków zostało uszkodzonych lub zniszczonych. Po zdobyciu kibucu Egipcjanie zniszczyli pozostałe zabudowania. Miejsce to zostało wyzwolone przez Siły Obronne Izraela w październiku 1948.
Osadnicy postanowili jednak nie odbudowywać zniszczonego kibucu, i utworzyli nowy moszaw Ha-Jogew w Dolinie Jezreel. Utworzone Stowarzyszenie Bet Eszel utrzymuje porządek w miejscu zniszczonego kibucu, remontuje pozostałości budynków, porządkuje otoczenie i prowadzi zajęcia edukacyjne. Grupy wolontariuszy złożone z uczniów lub żołnierzy, sadzą drzewa i kształtują otoczenie tego pamiątkowego miejsca.

### Nazwa
Nazwa kibucu Bet Eszel oznacza Dom Tamaryszków, i odnosi się do tamaryszków zasadzonych przez patriarchę Abrahama w Beer Szewie.

## Gospodarka
Wywiercone studnie głębinowe dawały niewystarczającą ilość wody do nawadniania upraw rolniczych, dlatego mieszkańcy utrzymywali się z drobnego rzemiosła oraz z hodowli drobiu i owiec.